# Rhynchonema cinctum
Rhynchonema cinctum is een rondwormensoort uit de familie van de Xyalidae. De wetenschappelijke naam van de soort is voor het eerst geldig gepubliceerd in 1920 door Cobb.